# 月嶋真弓
月嶋真弓（日语：／ Tsukishima Mayumi，8月11日—）是一名日本女性聲優，東京都出身，Office Restart所屬。

## 簡歷
過去曾隸屬於Hirata Office旗下的新人部門Flash Up，但於2023年7月31日退出。自同年12月1日起，轉由Office Restart暫時管理。

## 人物
興趣是參拜神社、滑雪板、踢踏舞。專長為現代舞、各類運動、瑜珈。根據官方網站的個人資料，曾就讀體育大學，並持有瑜珈指導員資格。

## 演出作品
※粗體字為主要角色。

### 電視動畫
2021年
- 白沙的Aquatope（小孩、學生、團體遊客、新入社員、招待客）

2022年
- Animation x Paralympic：誰是你的英雄？（觀眾[1]）
- 來自深淵 烈日的黃金鄉

2023年
- 虛構推理 Season2（妖怪們[1]）
- 躍動青春（元林、當地同級生女子[1]）
- 魔法使的新娘 SEASON2（索菲亞[1]、親戚）
- 超超超超超喜歡你的100個女朋友（同級生A）

2024年
- 敗北女角太多了！（女學生、海水浴場客、小學生、小鞠進、學生）
- 成為名留歷史的壞女人吧（妮娜）

2025年
- 戀上換裝娃娃 Season 2（三島暦）

### 劇場版動畫
2021年
- 少女☆歌劇 Revue Starlight Rondo Rondo Rondo（久寶櫻[1]）

2022年
- 鈴芽之旅[1]

2023年
- 新次元！蠟筆小新THE MOVIE 超能力大決戰 ～飛吧！手卷壽司～[1]

### 網路動畫
2021年
- 星際大戰：視界「村莊新娘」（[1]）
- 超級小偷（觀光客[1]）

2023年
- 陰陽師（女官A[1]）

### 遊戲
2021年
- 女友伴身邊（朝門春日〈第2代〉[4]）

## 外部連結
- オフィスリスタートによるプロフィール
- 月嶋真弓的X（前Twitter）